# Архангельский трамвай
Архангельский трамвай — закрытая трамвайная система, существовавшая в городе Архангельске с 1916 по 2004 годы. Долгое время являлась самой северной трамвайной системой в мире (сейчас таковой является трамвайная сеть в норвежском городе Тронхейме). В годы Великой Отечественной войны использовалась для перевозки военных грузов. 21 июля 2004 года трамвайная система была закрыта по экономическим причинам, содержание трамвайного парка было признано убыточным. Трамвайные пути вскоре были демонтированы.
Ликвидация архангельского трамвая стала результатом целенаправленной политики руководства города и занимавшего в то время пост мэра Олега Нилова, закрывшего 13 мая 2003 года единственный рентабельный трамвайный маршрут № 1. После этого закрытие всей системы стало неизбежным.
Трамвайная подстанция по адресу улица Суворова, д. 13, была построена в 1914 году и является памятником архитектуры Архангельска.
Общая длина трамвайных путей на пике развития системы составляла около 30 км.
Трамвай в Архангельске стал последним, открытым в царской России.

## История

### Предыстория
Идея строительства системы трамвая в Архангельске начала обсуждаться в 1898 году. К 1913 году, после завершения строительства Северной железной дороги между Москвой и Архангельском, город получил серьёзный импульс к развитию. По этой причине в 1913 году было решено построить городскую железную дорогу. В те времена в Архангельске было много деревянных домов. Для безопасности деревянных домов было принято решение о строительстве электрической системы. Руководителем строительства электрического трамвая был инженер Константин Репин, который был автором проекта электрификации конки в Пскове в 1911—1912 годах. Репин контролировал все строительные работы, а также приобретение оборудования.
Строительные работы начались в 1914 году. Несмотря на начало Первой мировой войны, Константин Репин довёл дело до конца. В течение трёх лет в городе были проложены трамвайные пути (двухпутные, ширина колеи 1524 мм), установлена воздушная контактная сеть, были построены трамвайное депо и тяговая подстанция. Тяговая подстанция была построена в 1914 году (ул. Пермская, 13 (ныне улица Суворова)). Трамвайное депо было построено на пересечении Почтового тракта (ныне Ленинградский проспект) и Набережной Северной Двины (ныне ул. Чапаева). Во время Первой мировой войны Архангельск стал главным портом, куда доставлялась помощь союзников. Грузовой тоннаж морского порта Архангельска увеличился в 20 раз.

### Первые годы
Первая в городе трамвайная линия прошла по Троицкому проспекту от Общины Красного креста (ныне — перекресток с ул. Суворова) до Печорской улицы (ныне — ул.  Выучейского). Далее однопутная линия огибала несколько кварталов, проходила по Печорской улице, Петроградскому проспекту (ныне — просп. Ломоносова), улице Архиерейской (ныне — ул. Урицкого) и далее по Набережной возвращалась к улице Печорской. От пересечения улицы Архиерейской и Петроградского проспекта однопутная линия шла на юг к трамвайному парку.
Движение трамвая было открыто 25 июня 1916 года. Первый трамвай прошёл от депо к зданию Городской Думы (ныне Северный государственный медицинский университет, пересечение Троицкого просп. и Полицейской ул. (ныне ул. Свободы)). Первыми пассажирами были городские чиновники и купцы. На следующий день трамвай был открыт для всех пассажиров. В день открытия работало 8 трамвайных вагонов (типа «М»).
Первые вагоны были сделаны на Мытищинском заводе.
В целом, к концу 1916 года их насчитывалось 17. Десять из этих трамваев (№ 11—20) были сделаны в 1915 году, ещё семь (№ 21—27) — в 1916 году. Кроме пассажирских вагонов был также приобретён снегоочиститель.
Вскоре было организовано 2 маршрута:
1) ул. Архиерейская (ныне ул. Урицкого) — Троицкий просп. — ул. Полицейская (ныне ул. Свободы);

2) ул. Полицейская (ныне ул. Свободы) — Троицкий просп. — ул. Пермская (ныне ул. Суворова). Разворотное кольцо проходило от улицы Пермской по Среднему проспекту до улицы Лопарской (ныне ул. Комсомольская) и обратно на Троицкий проспект
Эксплуатация системы трамвая была очень выгодна: ежедневная прибыль была свыше 1 000 рублей. Проезд на маршруте № 1 составлял 7 копеек, на маршруте № 2 — 10 копеек. Вскоре городские власти, желая увеличить прибыль, решили увеличить оплату проезда до 10 и 15 копеек соответственно. Новый тариф был введён со 2 июля 1916 года. В результате, за первые сутки ежедневная прибыль увеличилась до 1 949 рублей (2 июля), но очень скоро снизилась до 1248 рублей (5 июля). Годовой пассажиропоток составил 3 107 600 человек.
Первое ДТП произошло 3 ноября 1916 г. на пересечении Троицкого просп. и Соборной ул. (ныне ул. К. Либкнехта). В результате пешеход Пётр Савинов потерял ногу и умер по дороге в городскую больницу. К счастью, подобные случаи были очень редки.
2 февраля 1917 года открылась трамвайная линия в Соломбалу. Этот район расположен на другом берегу реки Кузнечихи, делящей город на две части. До Октябрьской революции, в летний период, Соломбальский остров был связан временным деревянным мостом с центральной частью города. Однако никакой постоянной переправы через реку не было. По этой причине, зимой трамвайные пути прокладывались непосредственно на временных деревянных опорах на льду (подобный метод был использован в Санкт-Петербурге в 1895—1910 гг. и в Нижнем Новгороде в течение 1896—1910-х годов). Позже была построена трамвайная линия до 6-й версты (в настоящее время Лесозавод № 3). Длина трамвайной сети составляла 14,84 км.

### При советской власти
Несмотря на политические изменения, трамвайное движение в Архангельске не было остановлено во время Первой мировой войны, Февральской революции, Октябрьской революции и Гражданской войны в России. Каждая власть пыталась спасти трамвайную сеть (например, во время Интервенции, трамваи водили американские солдаты, поскольку архангельские вагоновожатые устроили забастовку). Трамвайная система стала лучшей в РСФСР по итогам Первой Всероссийской трамвайной конференции, которая состоялась в Москве в декабре 1922 года.
До 1956 года трамвайная сеть Архангельска состояла из двух независимых систем — одна в центре и на юге города, с маршрутами № 1 и 2, другая в Соломбале, с маршрутами № 3 и 4. Вскоре открылся Кузнечевский мост, и вагоны первого маршрута пошли в Соломбалу. Также появился маршрут № 5, ходивший от улицы Октябрят до улицы Гагарина.

### Последние годы и прекращение существования
В начале XXI века для трамвая наступили тяжёлые времена. Сначала закрылся маршрут № 5. В 2002 году с закрытием Кузнечевского моста на ремонт маршрут № 1 был укорочен до улицы Гагарина, а маршруты № 3 и 4 были отрезаны от сети в центре города. 1 октября 2002 года они были закрыты, и началась ликвидация трамвая в Архангельске. Вскоре маршруты № 1 и 2 объединили в № 2 от Лесозавода № 2 до улицы Гагарина и открыли маршрут № 2к по трассе бывшей «двойки». Длинная «двойка» была закрыта в 2003 году со снятием линии по Троицкому проспекту. 21 июля 2004 года был закрыт последний маршрут № 2к, который к тому времени уже был просто № 2. Архангельский трамвай работал 88 лет.
По данным на 2023 год можно обнаружить фрагменты путей на улице Химиков, Никольском проспекте, а также опоры контактной сети на Октябрьской улице и рядом с бывшим депо № 2.

## Депо
В Архангельске было 2 трамвайных парка. Первое депо на нынешнем Ленинградском проспекте было открыто в 1916 году, а второе на улице Касаткиной в 1967 году. После закрытия системы, трамвайный парк на улице Касаткиной был полностью снесён, в настоящее время на его месте находится торговый центр. Здание депо на Ленинградском проспекте было долгое время заброшено, впоследствии в нём был открыт магазин мебели.

## Изображения
- Бывшая трамвайная подстанция на улице Суворова
- Частично демонтированные трамвайные рельсы в Архангельске (Соломбала, 2005 год)
- Трамвайный билет Архангельска
- На графике изображено снижение пассажиропотока в трамвае Архангельска с 1995 по 2004 гг.[14]